# تخصیص آب

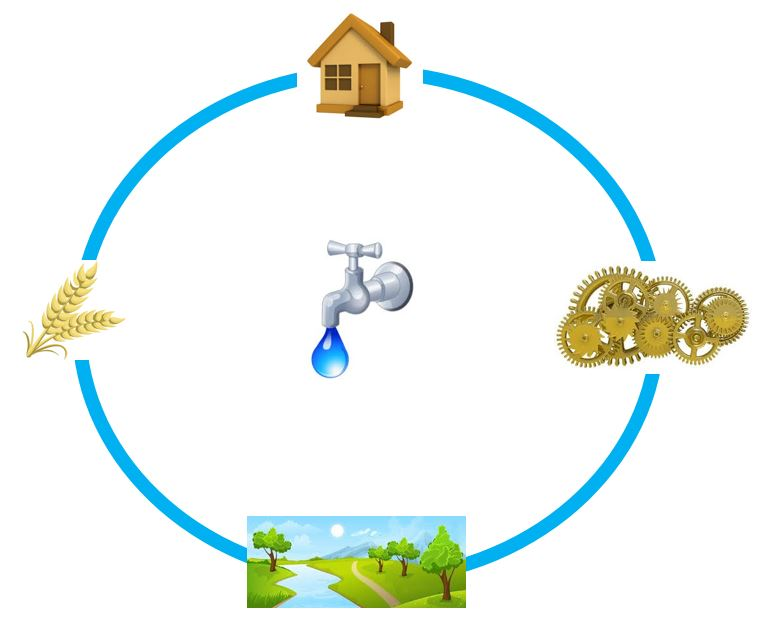
تخصیص و بازتخصیص آب بین مصارف مختلف

تخصیص و بازتخصیص آب که برگردان لغات Allocation و Reallocation هستند، بیانگر تقسیم آب بین نیازهای مختلف می‌باشند. تفاوت این دو مفهوم به منسوب بودن یا نبودن آب تقسیم‌شده به نیازهای پیشین بازمی‌گردد. اگر آبی که برای یک نیاز اختصاص داده می‌شود، پیشتر دارای مالک یا منتفعانی بوده که به شکل مستقیم و غیرمستقیم از آب و منافع آن بهره می‌گرفتند، بازتخصیص آب صورت گرفته‌است، در غیر این صورت، می‌توان از مفهوم تخصیص استفاده نمود. اگرچه تخصیص مفهوم جدیدی نیست اما بازتخصیص به نسبت جدید بوده و لذا تعریف بسترهای قانونی و سیاستی لازم در زمینهٔ بازتخصیص به نسبت ضعیف‌تر است. اما تخصیص از گذشته مورد توجه اقتصاددانان بوده و آنها سعی کردند تا نشان دهند که باید تصمیم‌گیری برای تخصیص را از دولت‌ها گرفت و به بازار محول نمود.
به دلیل رشد توجهات نسبت به نیازهای محیط‌زیستی و خدمات اکوسیستمی، اکنون تشخیص این تمایز بسیار پیچیده‌تر از گذشته‌است. به‌طور مثال، در گذشته، آبی که از رودخانه‌ها به دریا وارد می‌شد یا سیلاب‌هایی که در دشت‌های وسیع پخش می‌شدند، به عنوان هدررفت آب تلقی می‌گردید و در سیاست‌های آبی تلاش می‌شد تا با تخصیص این آب‌ها به مصارفی همچون شرب، کشاورزی و صنعت از هدررفت آنها جلوگیری شود. اما اکنون با توجه به اهمیت یافتن نقش این جریان‌ها در تنوع زیستی و ارائه خدمات اکوسیستمی به انسان‌ها و نسل بشر (مانند تغذیهٔ آبخوان‌ها یا جلوگیری از تداخل آب شور دریا به آبخوان‌های ساحلی)، چنین جریان‌هایی را به دشواری می‌توان بدون مالک و منتفع قلمداد کرد. اما هنوز با وجود این پیچیدگی، تفکیک قائل شدن بین تخصیص و بازتخصیص، می‌تواند مفید باشد؛ چراکه از طریق تأکید بر این تمایز می‌توان در سیاستگذاری‌ها، توجه تصمیم‌گیرندگان را به خدماتی که منابع آب برای گروه‌های مختلف بهره‌برداران ایفا می‌کنند جلب نمود و از این طریق حقوق آب تمامی منتفعان و بهره‌برداران فعلی و آینده را به رسمیت شمرد. به دلیل در هم تنیدگی دو مفهوم تخصیص و بازتخصیص، برخی از محققین ترجیح می‌دهند تا از کلمهٔ Re)allocation) یا (باز) تخصیص برای انتقال مفهوم استفاده کنند.

## پیشران‌های بازتخصیص آب
به‌طور کلی می‌توان دو پیشران اصلی را برای بازتخصیص آب مطرح نمود: محدودیت منابع آب و رشد تقاضا برای آب در بخش‌خای مختلف. طبق پیش‌بینی‌های انجام شده، تا سال ۲۰۲۵ جمعیت جهان به ۷/۹ میلیارد نفر خواهد رسید که ۸۰ درصد آن در کشورهای درحال توسعه ساکن خواهند بود. ۵۸ درصد از رشد جمعیت کشورهای در حال توسعه نیز در مناطق شهری (با رشد سریع) رخ خواهد داد. در حالی که در اواسط دهه ۱۹۹۰ حدود ۸۶ درصد از مصرف آب در سطح دنیا به کشاورزی نسبت داده می‌شد، این میزان در سال ۲۰۲۵ - به دلیل رشد سریع مصارف غیر آبیاری - به ۷۶ درصد خواهد رسید. انتظار می‌رود مصرف آب برای آبیاری از ۱۴۳۶ کیلومترمربع (میلیارد مترمکعب) در سال ۱۹۹۵ به ۱۴۹۲ کیلومترمربع در سال ۲۰۲۵ برسد. در حقیقت این نیازهای غیر آبیاری هستند که با رشد بیشتری نسبت به مصارف آبیاری افزایش خواهند یافت و از ۳۶۳ به ۵۸۸ کیلومترمربع خواهند رسید.
علاوه بر فاکتورهای مستقیم، فاکتورهای غیرمستقیمی نیز در تغییر مصارف آب و خروج آب از بخش کشاورزی به سایر بخش‌ها اثرگذاری خواهند داشت. یکی از این عوامل، تغییر قیمت در نهاده‌ها و محصولات کشاورزی و همین‌طور تغییر شکل تجارت کشاورزی است که موجب می‌شود تا قیمت جهانی غذا کاهش یافته و در نتیجه به دلیل کاهش ارزش آب در آبیاری، توسعه آبیاری را محدود کند. یکی دیگر از این عوامل، سیاست‌های حمایتی از صنایع و ضعف سیاست‌های حفظ کیفیت آب در صنایع است که نهایتاً موجب می‌شود تا دولت‌ها آب بیشتری را برای مصارف صنایع شهرها که از قدرت بیشتری برخوردارند، هدایت کنند. البته توسعه آبیاری به دلیل امنیت غذایی در برخی مناطق بسیار تعیین‌کننده خواهد بود. اما نباید فراموش کرد که امروزه ۲۵۰ میلیون هکتار زمین تحت کشاورزی آبی وجود دارد که حدود ۵ برابر بیشتر از سطح کشت آبی در اوایل قرن بیستم است. قطعاً بدون توسعه آبیاری این تولید امکان‌پذیر نبوده و افزایش چشم‌گیر عملکرد تولید کشاورزی در سه دهه اخیر بدست نمی‌آمد. در حقیقت اگر چه آبیاری با اثرات نامطلوب زیست‌محیطی و برخی موارد اجتماعی مواجه است، اما تاکنون کمک بسزایی به رفع فقر و کاهش قیمت غذا و تأمین امنیت غذایی و معیشت داشته‌است.

## مراحل توسعه بهره‌برداری از منابع آب
در ادبیات نظری مدیریت آب به تازگی تلاش‌هایی برای نظریه سازی مراحل توسعه منابع آب صورت گرفته‌است. سه مرحله توسعه، بهره‌برداری و تخصیص را می‌توان در مدیریت آب در نظر گرفت. در مرحله اول توسعه حوضه، مصرف آب به کشاورزی دیم یا برداشت سنتی آب از رودخانه محدود می‌شود. در مناطقی که از لحاظ فیزیکی امکان‌پذیر باشد، سدهایی ساخته می‌شود تا برای تولید انرژی و توسعه کشاورزی به کار گرفته شوند. در این زمان، تأمین آب برای اهداف شرب تا حدودی کم‌اهمیت باقی می‌ماند. سپس شبکه‌های آبیاری و زهکشی بزرگ ساخته می‌شوند. به دلیل کم بودن میزان آب مصرفی در بخش کشاورزی و سایر مصارف اقتصادی، بقیه آب به سمت دریاها یا پایبندست حوضه آبریز جریان پیدا می‌کند. مدیریت آب مبتنی بر عرضه است و کمتر تعارضات آب شکل می‌گیرد و آلودگی آب هم به ندرت مشاهده می‌شود. به همین دلیل، در اکوسیستم‌ها تغییرات قابل‌توجهی رخ نمی‌دهد.
در مرحله بعدی (مرحله بهره‌برداری) کمبود آب در سال‌های خشک بروز می‌یابد. در این دوره سدهای ذخیره‌ای برای مواجهه با کمبود آب به رودخانه اضافه می‌شوند، اما مکان‌های مناسب برای احداث سد به تدریج کاهش می‌یابند. بهبود مدیریت، ترمیم و بهبود زیرساخت‌ها و حافظت از آب به موضوعات کلیدی تبدیل شده و مسائل آلودگی و رقابت درون شبکه‌های آبیاری ظاهر می‌گردد.
در مرحله تخصیص و هنگامی که حوضه به سمت بسته شدن پیش می‌رود، تخصیص بینبخشی به محور تنشها تبدیل می‌شود. تلاش‌ها به این سمت متمرکز می‌شوند که آب به مصارف با ارزش اقتصادی بیشتر تخصیص داده شود و نهادهای جدیدی برای پرداختن به رقابت‌های بخشی و مدیریت یکپارچه منابع حوضه آبریز ایجاد می‌شوند.

## روش‌های تخصیص آب
اگرچه به شکل تاریخی، تخصیص آب بین بهره‌برداران مختلف مبتنی بر معیارهای اجتماعی در جهت حفظ نیازهای اولیه و معیشت افراد جامعه انجام می‌گرفت اما با تحولات اجتماعی و رشد جمعیت ناکارآمدی‌های مختلفی در نظام تخصیص آب ظاهر شد. عدم بازگشت هزینه‌های طرح‌های تأمین آب و افت کیفیت آب و خدمات آبی، به مرور زمان اجماعی مبنی بر اقتصادی بودن آب را بین بسیاری از متخصصان و جامعهٔ علمی ایجاد کرد. به همین دلیل، روش‌های تخصیص آب که از سوی بسیاری از مراکز بین‌المللی ارائه شد بر پایهٔ آموخته‌های علوم اقتصادی قرار دارند. در ادامه روش‌های تخصیص آب بر مبنای گزارش بانک جهانی ارائه می‌شوند.
روش قیمت‌گذاری بر اساس هزینه نهایی (Marginal cost price)
در این روش، تخصیص آب بر اساس قیمت آن باید انجام شود و باید قیمت به شکلی محاسبه شود که معادل با هزینهٔ حاشیه‌ای تأمین آخرین واحد آب باشد. به عبارت دیگر در این روش قرار است که بر مبنای هزینه‌های مختلف و درآمدهای حاصل از تأمین آب، قیمت‌گذاری انجام شود و در نتیجه تخصیص به شکلی صورت گیرد که هزینه‌های نهایی (اعم از هزینه‌های اقتصادی، اجتماعی و زیست‌محیطی) همگی پرداخت شوند.
روش عمومی (اداری)
به دلایل مختلفی همچون شکست بازار در موضوع مدیریت آب، عمومی بودن مالکیت بر منابع آب و هزینه‌های بسیار بالای سرمایه‌گذاری در طرح‌های کلان آب، تخصیص آب از طرف دولت با استفاده از توسعهٔ منابع آب و تخصیص آن، یک روش بسیار رایج است. از این روش معمولاً در طرح‌های بزرگ آبیاری استفاده می‌شود. در این موارد، معمولاً دولت‌ها برای توسعهٔ منابع آب تصمیم گرفته و سپس آنرا به مصارف مختلف تخصیص می‌دهند. به‌طور معمول، به دلیل نبود زیرساخت‌های کافی یا ایجاد انعطاف لازم، تخصیص آب در حجم‌ها بزرگ و در شاخه‌های اصلی سیستم‌های آبیاری (مثلاً کانال درجه یک) صورت می‌گیرد و سطوح پایین‌تر در اختیار خود بهره‌برداران قرار می‌گیرد.
روش بازار
این روش بر پایهٔ مبادله حق آب تعریف می‌شود. شروط مختلفی برای مبادله آب و شکل‌گیری بازار قابل طرح است. مشخص بودن هویت فروشندگان و خریداران آب یکی از شروط است به نحوی که ایشان اطلاعات کافی از قواعد بازار نیز داشته باشند و با هزینه مبادله مشابهی روبرو باشند. تصمیمات خریداران و فروشندگان باید به شکلی مستقل از دیگران اخذ گردد. تصمیمات توسط یک نفر نباید بر روی منافع دیگران اثر منفی داشته باشد. افراد و آژانس‌های فعال در بازار باید دارای انگیزه‌های کافی برای مبادله آب باشند. در چنین شرایطی است که می‌توان انتظار داشت تا مبادله آب صورت گیرد. (اگرچه این روش از سوی بانک جهانی به عنوان یک سازوکار برای تخصیص آب در نظر گرفته شده اما در عمل خود یک شکل از بازتخصیص را تشکیل می‌دهد؛ لذا در بخش روش‌های بازتخصیص با جزئیات بیشتری به آن پرداخته شده‌است).
تخصیص توسط بهره‌برداران
این روش از تخصیص بیشتر در نظام‌هایی مشاهده می‌شود که تاریخچهٔ بلند مدیریت خودگردان بر آب دارند و البته در مقیاسی خرد صورت می‌پذیرد. مثال اصلی آن، نظام‌های آبیاری است که توسط کشاورزان گردانده می‌شود، مانند نظام آبیاری قنات یا نظام تقسیم/گردش آب از رودخانه. این روش از تخصیص، طبیعتاً بر مبنای کنش جمعی انجام می‌گیرد و لذا باید جامعه اختیاراتی برای مدیریت آب داشته باشد. البته لزوماً معیارهای پایداری همچون عدالت، همواره در این نظام‌ها دارای وضعیت مناسبی نیستند و در بسیاری از موارد این نظام‌ها در نتیجه فشارها یا اتفاقاتی که از بیرون رخ داده‌است (یا ورود تکنولوژی) آسیب‌پذیر بوده و دستخوش تغییرات جدی شده‌اند.

## روش‌های بازتخصیص
روش‌های بازتخصیص آب را می‌توان بر اساس دسته‌بندی‌های متنوعی تقسیم کرد.
درون‌بخشی/بین‌بخشی
از لحاظ تاریخی، باز تخصیص‌های درون‌بخشی در کشاورزی کاملاً رایج است؛ چنین باز تخصیص‌هایی ممکن است در مسیر یک جوی آب، کانال، محدوده، شبکه و غیره رخ دهد. امروزه اقبال به باز تخصیص‌های بین‌بخشی به دلیل تحولات اقتصادی و سیاست‌های کشورها کاملاً مبرهن است زیرا بازتخصیص بین بخشی با هزینه‌های مبادلاتی بالاتری روبروست و همین مسئله آن را محدود می‌سازد.
موقتی/دائمی
بازتخصیص دائمی در حقیقت به مفهوم واگذاری کامل حقوق آب است و لذا می‌تواند به عنوان یک راهکار برای تأمین آب دائم مطرح باشد. اما بازتخصیص موقت معمولاً در بازه‌های بیش از یک سال مطرح است. جابجایی موقت حقوق آب در بازارهای آب، بانک آب، خریدهای اجباری و گزینه‌های عبور از خشکسالی به کار گرفته می‌شود.
از جنبه دوره زمانی بازتخصیص، به سه شکل از جابجایی‌ها می‌توان اشاره کرد: موقتی، دائمی به صورت تدریجی، دائمی به صورت یکباره. جابجایی‌های موقتی معمولاً در دوره‌های خشکسالی رخ می‌دهند لذا بخش کشاورزی اگرچه از جابجایی آب خسارت خواهد دید اما برای مدت محدودی این اتفاق می‌افتد. معروف‌ترین مورد از جابجایی‌های موقت در بانک آب خشکسالی کالیفرنیا انجام می‌گیرد که آب را از کشاورزان خریداری کرده و به مصرف‌کنندگان دیگر انتقال می‌دهد. در موارد جابجایی دائمی به صورت تدریجی می‌توان به جابجایی آب از بخش کشاورزی به یک شهر اشاره کرد که در گذر زمان شهر بزرگ‌تر و بزرگ‌تر شده و تقاضایش برای خرید حقوق آب افزایش می‌یابد. ساخت سازه‌ها برای انتقال آب نیز مثالی از بازتخصیص دائمی و یکباره است.
محلی/غیر محلی
عموم باز تخصیص‌ها محلی هستند چراکه با هزینه مبادلاتی و چارچوب‌های مقرراتی کمتری مواجه هستند؛ بنابراین برای انجام بازتخصیص غیر محلی باید اختلاف هزینه‌های فرصت آب بین مصرف‌کنندگان کاملاً معنی‌دار باشد تا فائق آمدن بر تمامی هزینه‌های مبادلاتی به صرفه باشند. به علاوه، معمولاً در موارد غیر محلی به دلیل نیاز به زیرساخت‌های بزرگ، باید هزینهٔ بسیار بالایی را متقبل شد که از توان ذینفعان خارج است و در نتیجه این موارد بیشتر با نقش‌آفرینی جدی دولت همراه هستند.
داوطلبانه/غیرداوطلبانه (اداری و غیرداوطلبانه)
بازتخصیص اداری معمولاً از بدنه‌های آبی بزرگ مانند رودخانه‌ها، دریاچه‌ها، مخازن و سیستم‌های آبیاری بزرگ صورت می‌گیرد و دولت متولی آن است. فرض اساسی در این موارد این است که آب یک ملک عمومی است و دولت‌ها محق هستند تا در رابطه با منابع آب تصمیم‌گیری کنند. دولت از طریق تأکید بر تأمین منافع عمومی، حق تصمیم‌گیری متمرکز را برای تنظیم بازتخصیص آب توجیه می‌کند اما معمولاً این باز تخصیص‌ها با هدف منافع بخش‌های قدرتمند جامعه مانند شهرها و کارخانه‌ها صورت می‌گیرد. معمولاً به شکل رسمی این اهداف با جامعه در میان گذاشته نمی‌شود، اگرچه کشاورزان ممکن است به شکل قوی از طریق سیاستمداران و سایرین بر علیه این اقدامات اعتراض کنند. در این موارد، ممکن است که جبران خسارات به صورت غیرمستقیم صورت گیرد، اما به ندرت حقوق اولیه مصرف‌کنندگان به رسمیت شناخته می‌شود. ناپیدا بودن سایر مصارف روستایی مانند شیلات، تغذیه دام، باغ‌های خانگی و سایر مشاغل روستایی باعث می‌شود تا این موارد از نظر حاکمیت و مصرف‌کنندگان شهری و صنعتی مغفول مانده و عواقب جدی برای معیشت این جوامع رخ دهد که آب آنها به سایر بخش‌ها تخصیص داده می‌شود.
در کشورهای در حال توسعه، خیلی رایج است که بدون مشورت با کشاورزان و از طریق روش‌های اداری و فنی، آب از آنها گرفته و انتقال داده شود. این نوع از بازتخصیص را یک بدنه در سطح ملی، استانی/ایالتی یا حوضه‌ای انجام می‌دهد. اشکال معمول این نوع از بازتخصیص، از طریق اختصاص دادن بخشی از ذخیره یک مخزن عمومی (سد)، یا بازپس‌گیری حقوق آب یا رهاسازی آب منبع و خارج کردن آن از دسترس مصرف‌کنندگان قبلی، خرید اجباری و اقدامات قانونی یا ساخت پروژه‌های بزرگ آبی انجام می‌گیرد. در باز تخصیص‌های اداری در کشورهای پیشرفته مانند ایالات متحده، سعی می‌شود تا فرایند نظرگیری از ذینفعان نیز انجام گیرد، اما در کشورهای در حال توسعه این اتفاق به ندرت رخ می‌دهد. برای مثال ممکن است که یک سد که در ابتدا برای آبیاری احداث شده‌است، در یک دوره خشکسالی به بخش‌های غیر کشاورزی تخصیص داده شود یا در مواردی که دولت به جبران خسارات ناشی از بازتخصیص می‌پردازد، مبالغ اندکی را به متضرران یا همان مصرف‌کنندگان اولیه بپردازد.
از نظر برخی تنها در مواردی جبران خسارت اتفاق افتاده‌است که مصرف‌کنندگان آن قابل شناسایی بوده و می‌توانستند فشار سیاسی بر تصمیم‌گیرندگان وارد آورند. از آنجایی که در قوانین سنتی و حاکمیتی همواره اولویت اول آب شرب است، اگر بازتخصیص آب به صورت منصفانه به مصارف خانگی صورت گیرد، کشاورزان مخالفتی نخواهند کرد. اگر خانوارهای روستایی این‌طور برداشت کنند که خدمات آبی که به مصارف خانگی شهری می‌رسد بیشتر از خدمات آبی آنها است، به احتمال قوی علیه آن اعتراض خواهند کرد و این اعتراض گاه به صورت مستقیم بر علیه دولت و گاه به صورت حمله به سیستم انتقال و لوله‌ها صورت می‌گیرد. معمولاً بازتخصیص اداری برای مصارف صنعتی با پذیرش کمتری از سوی مردمی که دسترسی خود را به آب از دست می‌دهند روبرو می‌شود. البته همیشه کاهش کمیت آب نیست که موجب اعتراضات می‌شود، بلکه افت کیفیت آب در نتیجه بازگشت فاضلاب صنعتی نیز می‌تواند موجب اعتراض شود.
بازار محور (داوطلبانه)
استفاده از ساز و کار بازار به صورت رسمی و غیررسمی در حال افزایش است. این بازارها چه در قالب فروش مستقیم به خریداران غیر کشاورزی و چه به صورت اجاره یا فروش زمین (زمین‌هایی که دارای آب زیرزمینی یا حقابه از سیستم‌های آبیاری هستند) صورت می‌گیرد. این ساز و کار به شکل قوی بر حقوق خصوصی بهره‌برداران متکی است. در غرب ایالات متحده و همین‌طور در شیلی بازارها یا شبه‌بازارهایی برای اجاره یا فروش دائم حقابه شکل گرفته‌اند. به رسمیت شناختن حقوق آب خصوصی توسط دولت و همین‌طور جدا بودن حق آب از زمین موجب تسهیل بازارها شده‌اند. بازارها به‌طور مستقیم کسانی را که در جابجایی آب (بازتخصیص آب) سهیم بوده‌اند، منتفع می‌کنند اما معمولاً کسانی را که ممکن است تحت تأثیر قرار گیرند (گروه‌هایی غیر از خریدار و فروشنده آب) فراموش می‌کنند مگر اینکه در تنظیمات دولتی به این مسئله پرداخته شده باشد.
بازار این امکان را فراهم می‌آورد تا شرکت‌کنندگان در آن بتوانند حقوق خود را به‌طور دائم یا موقت تبادل کنند. یک ضرورت کلیدی برای موفقیت بازار، وجود حقوق مشخص، انحصاری، قابل تبادل و قابل اجرا است. این شرایط برای حقوق آب، بیانگر حضور رژیم تنظیم‌گر مناسبی برای پایش، اعمال و حمایت از زیرساخت‌های جابجایی است. اگرچه از لحاظ نظری، تمامی افراد در یک بازار با هزینه‌های برابری برای حضور در بازار مواجه هستند اما در عمل اینگونه نیست و هزینه‌های بسیار متنوعی برای افراد مختلف در جهت حضور و فعالیت در بازار وجود دارد. به‌طور کلی بازار آب در فضای کمبود آب و به صورت تدریجی شکل می‌گیرد، همان‌طور که در موری-دارلینگ استرالیا در یک بازه ۲۰–۳۰ ساله شکل گرفت. بازارهای آب رسمی و غیررسمی در کشورهای مختلف با میزان پیچیدگی‌ها و موفقیت‌های متنوعی روبرو است. اما در برخی موارد مانند موری-دارلینگ استرالیا، تبادل آب نه تنها به نفع خریداران و فروشندگان بلکه به نفع اقتصاد کشور نیز شده‌است. این بازار باعث شده‌است تا تولید ناخالص منطقه‌ای در جنوب حوضه موری-دارلینگ ۳۷۰ میلیون دلار افزایش یابد و همین‌طور اثر خشکسالی هزاره که در دهه ۲۰۰۰ رخ داد، ۴/۳ میلیارد دلار کاهش یابد.
اما بازارهای آب در مقیاس‌های بزرگ معمولاً مورد استفاده قرار نگرفته و موفق نبوده‌اند. بخشی از این اتفاق را می‌توان به زیرساخت‌های مورد نیاز برای جابجایی آب از یک مصرف‌کننده به دیگری نسبت داد. تاکنون تجربیات مثبت جابجایی بازار محور در کشورهایی اتفاق افتاده‌اند که سیستم حقوقی، نهادی و تنظیم‌گری قوی دارند و ذی‌مدخلان آن نسبتاً ثروتمند هستند. اما در کشورهایی که محدودیت داده وجود دارد یا زیرساخت‌های فیزیکی (مثل مخازن سد و کانال‌ها) مناسب نیستند و ظرفیت پایش و اعمال قانون ضعیف است، معمولاً ساز و کارهای بازاری با مشکل مواجه می‌شوند.
مذاکره‌ای (داوطلبانه)
بازتخصیص مذاکره‌ای می‌تواند مابین مصرف‌کنندگان و دولت و همین‌طور مصرف‌کنندگان قدیم و جدید صورت پذیرد. این رویکرد می‌تواند بر گستره راهکارها بیافزاید. در کالیفرنیا برخی از شهرداری‌ها برای تأمین آب موردنیاز خود در دوره‌های خشکسالی از پرداخت پول به کشاورزان استفاده کردند تا آنها بتوانند وسایل کاهش‌دهنده مصرف خریداری کنند.
مذاکرات جمعی می‌توانند راهکارهای نوآورانه‌ای را تولید کنند که مورد پذیرش مصرف‌کنندگان قدیم و جدید و همین‌طور مردم و دولت باشد. مذاکرات غیررسمی در تمام دنیا قابل مشاهده است اما در آسیا که کمبود آب وجود دارد و امکان بازار رسمی برقرار نیست این الگو بسیار استفاده می‌شود. مذاکرات می‌توانند امکان بازتخصیص در هر مقیاسی را فراهم کند، از شهرهای کوچک تا کشورهای همسایه. یکی از چالش‌های کلیدی این رویکرد در عدم توجه به گروه‌هایی است که در مذاکرات حضور نداشته‌اند و لذا ممکن است که درگیر آثار منفی جانبی شوند؛ لذا حکمرانی مناسب برای انجام مذاکرات و اجرای آنها ضروری است تا حقوق گروه‌های ثالث و همین‌طور محیط‌زیست در این مذاکرات پایمال نگردد. الگوی مذاکرات جمعی برای بازتخصیص از نگاه نظری قادر است تا حقوق تمامی مصرف‌کنندگان غیر کشاورزی مانند دامپروران، باغداران خرد و غیره را لحاظ کند، اما معمولاً این اتفاق رخ نمی‌دهد. به علاوه، این مصرف‌کنندگان در برابر سایر مصرف‌کنندگان از قدرت بسیار کمتری برخوردار هستند.

## موانع بازتخصیص آب
با وجود مطالعات نسبتاً متعدد پیرامون موضوع بازتخصیص، مثالهای موفقیت‌آمیز از بازتخصیص نسبتاً کمیاب هستند. در حقیقت اجرای آن به دلایل اجتماعی، نهادی، اقتصادی، زیست‌محیطی و فیزیکی بسیار دشوار است. مهمترین عواملی که بازتخصیص آب را در عمل با مشکل مواجه می‌کند شامل موارد زیر است.
تعریف ضعیف حقوق آب
بازتخصیص داوطلبانه آب، خصوصاً در بازار آب، گاهی به دلیل نبود حقوق آب مشخص و قابل اجرا با چالش روبرو می‌شود. البته، تعریف حقوق و تعیین تکلیف آنها نیز امری زمان‌بر و پرهزینه است. حقوق خصوصی آب نیز زمانی برای مبادله مناسب خواهد بود که به خوبی پایش شده و اجرا شود؛ بنابراین هزینه تعریف حقوق آب می‌تواند به مانعی جدی برای بازتخصیص داوطلبانه تبدیل شود. همین‌طور حقوق آب باید برای انجام مبادلات از زمین جدا باشد. این مسئله علاوه بر ابعاد قانونی خود در سطح جامعه نیز باید درک و پذیرفته شده باشد و اگر افراد با این امر مخالف باشند قطعاً مانعی بزرگ در برابر تبادل آب شکل خواهد گرفت. تعریف حقوق انفرادی برای زمانی که تعداد بهره‌برداران زیاد باشد و از یکدیگر گسسته باشند، آن هم در کشورهایی که با ضعف‌های ساختاری مواجه هستند بسیار دشوار خواهد بود. در چنین مواردی می‌توان حقوق را نه به صورت انفرادی بلکه به صورت گروهی و محلی تعریف کرد.
یکی دیگر از جنبه‌های حقوقی، ضعف‌های دانشی است. این ضعف خود را در بازتخصیص به محیط‌زیست به خوبی نمایش می‌دهد. برای مثال، علم موردنیاز برای تعیین میزان آب موردنیاز برای احیای یک اکوسیستم رودخانه‌ای در دو دهه اخیر کاملاً متحول شده‌است. پرسش‌هایی که باید در این رابطه پاسخ داد عبارتند از اینکه: چقدر آب مازاد بر ظرفیت اکوسیستم برداشت شده‌است؟ وقتی قرار است که میزان محدودی از آب به اکوسیستم بازتخصیص شود، تقابلات موجود بین نیازهای خدمات مختلف اکوسیستم که گاهی هم متضاد با یکدیگر هستند چگونه لحاظ می‌شوند؟ شرایطی که بتوان نام «طبیعی» را بر آن گذاشت دقیقاً چه شرایطی است؟ چه جریان و چه کیفیتی از آب لازم است تا بتواند اکوسیستم را احیا کند؟ چگونه بازتخصیص به سایر مصارف انسانی می‌تواند محیط‌زیست و محیط اکوسیستم را تحت تأثیر خود قرار دهد (مانند اکوسیستم محدوده‌های تحت آبیاری)؟ سیستم‌های انسانی و اکوسیستم چه تحولاتی را در آینده خواهند داشت و دلالت‌های این تحولات برای بازتخصیص آب چیست؟
اثرات جانبی
اثرات جانبی، به اثراتی اشاره دارد که گریبانگیر آنهایی خواهد شد که به‌طور مستقیم در فرایند تبادل آب حضور نداشته‌اند. این اثرات نقش بسیار جدی در محدودیت‌زایی برای فعالیت‌های بازتخصیص را ایفا می‌کند و ممکن است اثرات مفید طرح‌های باز تخصیصی را که می‌توانند منافع اجتماعی قابل توجهی در سطح منطقه‌ای یا ملی داشته باشند، وارونه کنند. در اکثر سیاست‌های بازتخصیص به این نکته تأکید شده‌است که نباید خسارتی بر سایر بهره‌برداران وارد شود اما کمی‌سازی آن کار بسیار دشواری است. بسیاری از اثرات بازتخصیص را نمی‌توان به سرعت شناسایی کرد و این مسئله باعث می‌شود تا کمی‌سازی اثرات و تعیین ابعاد اقدامات جبرانی تحت تأثیر قرار گیرد. بازتخصیص آب می‌تواند موجب اثرات منفی جانبی همچون تخریب ارزش و فرهنگ‌های جامعهٔ دهندهٔ آب شود، بر ارزش اراضی تأثیر بگذارد، باعث خشک شدن و تولید گردوغبار از مزارع خشک شده شود، موجب کاهش در پایه مالیاتی منطقه شود و به برخی کسب‌وکارها لطمه وارد کند. قطعاً اگر در منطقه‌ای که آب از آن تخصیص داده شده سیاست‌های مناسبی اتخاذ نشود، با افول اجتماعی-اقتصادی و جمعیتی مواجه خواهد شد. یکی از چالش‌برانگیزترین اثرات جانبی در بازتخصیص آب، قطع شدن آب بازگشتی از مصارف گذشته‌است که برخی فعالیت‌ها بر پایه آنها انجام می‌شده‌است. تعیین میزان آب بازگشتی مصارف یک چالش علمی جدی است که به کندی در حال بهبود است.
هزینه مبادلاتی
هزینه مبادلاتی شامل هزینه‌های مرتبط با جمع‌آوری اطلاعات، شناسایی فرصت‌های مناسب برای جابجایی، اصلاح قوانین و سیاست‌ها، مذاکره یا تصمیم‌گیری اداری در رابطه با جزئیات انتقال و جابجایی آب (شامل هدررفت آب و هزینه‌های زیرساختی)، تسکین اثرات جانبی، پایش و اعمال جابجایی‌ها است. اگرچه در ادبیات بازتخصیص آب، هزینه‌های مبادلاتی بیشتر در موضوع بازار آب مطرح شده‌است اما این هزینه‌ها در شیوه‌های دیگر بازتخصیص نیز بسیار تعیین‌کننده هستند و اگر نقش آنها بیشتر نباشد، کمتر هم نیست. یک تفاوت کلیدی که در هزینه‌های مبادلاتی در جابجایی‌های داوطلبانه در مقابل جابجایی‌های اداری وجود دارد این است که در شیوهٔ دوم، دستگاه متولی آب بخش اصلی هزینه‌های مبادلاتی را متقبل می‌شود، در صورتی که در شیوهٔ داوطلبانه تک‌تک افراد باید بخشی از هزینه‌های مبادلاتی را متقبل شوند و در مجموع سهم آنها در پرداخت هزینه‌های مبادلاتی بیشتر از سهم دستگاه دولتی یا عمومی متولی آب است.
ساختار نهادی و بهره‌برداری نامناسب
کارآمدی بازتخصیص آب تا حد بسیار زیادی به نهادهای حکمرانی آب، شامل چگونگی هماهنگی و همکاری بین اجزای سیستم حکمرانی، وابسته است. قوانین درهم‌پیچیده و قواعد سخت‌گیرانه‌ای که جابجایی آب را محدود می‌کنند، می‌تواند تلاش‌های صورت گرفته برای بازتخصیص آب را تضعیف کند و آب را در بخش غیرکارا محبوس نگاه دارد. برای مثال سیاست‌های خودکفایی در تولید موادغذایی می‌توانند سد راه بازتخصیص از بخش کشاورزی به بخش‌های دیگر شوند.